# Настенко Олександр Миколайович
Олександр Миколайович Настенко — капітан Збройних сил України, учасник російсько-української війни, що відзначився у ході російського вторгнення в Україну. Герой України (2024).

## Життєпис
Народився 23 листопада 1971 року у місті Каїв, Єгипет. Зростав в родині інженера-будівельника .  Тато та матір повернулися до Харкова, коли синові було майже 16 років, проживав в районі Салтівка. 
Закінчив загальноосвітню школу в Харкові, після чого вступив до Харківського інженерно-будівельного інституту, спеціальність – промислове та цивільне будівництво. У 1994 році здобув кваліфікацію інженера-будівельника. 
Мешканець м. Харків. Займався підприємницькою діяльністю. 
З початком російського вторгнення в Україну добровільно долучився до лав 92-ї окремої штурмової бригади. Командир групи ударних дронів спецпідрозділу CODE 9.2 92 ОШБр. Бійці його підрозділу ліквідували не менше двох тисяч окупантів.
Його підрозділ вів наступальні дії на Донеччині. У листопаді 2023 року він першим дістався позицій противника та знищив ворога. Завдяки вмілим діям Олександра його підрозділ зайняв ворожі позиції . 
Командир 475-го окремого штурмового батальйону "CODE 9.2" у складі 92-ї окремої штурмової бригади Збройних Сил України.  

## Спорт
Олександр є одним із засновників Харківського міського мотоспортивного клубу STREET WARRIORS. Чемпіон України із шосейно-кільцевих мотогонок. Почесний член Харківського альпклубу.
Засновник громадської організації «Спортивне товариство Харківського канатного заводу»

## Нагороди
- Звання Герой України з врученням ордена «Золота Зірка» (24 лютого 2024) — за особисту мужність і героїзм, виявлені у захисті державного суверенітету та територіальної цілісності України, самовіддане служіння Українському народові[4].
- Орден Богдана Хмельницького III ст. (24 червня 2023) — за особисту мужність і самовіддані дії, виявлені у захисті державного суверенітету та територіальної цілісності України[5].
- Медаль «За військову службу Україні» (28 грудня 2022) — за особисту мужність і самовідданість, виявлені у захисті державного суверенітету та територіальної цілісності України, вірність військовій присязі[6].